# Ceres (kommun)
Ceres är en kommun i Brasilien.   Den ligger i delstaten Goiás, i den centrala delen av landet, 190 km väster om huvudstaden Brasília. Antalet invånare är 20 686.
Följande samhällen finns i Ceres:
- Ceres

Omgivningarna runt Ceres är huvudsakligen savann. Runt Ceres är det ganska glesbefolkat, med 34 invånare per kvadratkilometer.